# Estação Central de Viena
Wien Hauptbahnhof (alemão para "estação Central de Viena"; também conhecida como "Viena Hauptbahnhof" e comumente abreviada em alemão como "Wien Hbf") é a principal estação ferroviária de Viena, Áustria, localizada no distrito de Favoriten. Tornou-se totalmente operacional em dezembro de 2015, ligando as principais linhas ferroviárias do norte, leste, sul e oeste, e substituindo o antigo terminal Wien Südbahnhof. Com 268.000 passageiros diários, é a estação ferroviária de longa distância mais movimentada da Áustria. Ficou em segundo lugar na classificação do Consumer Choice Center das "10 principais estações ferroviárias para a conveniência dos passageiros na Europa".

## História

### Planejamento
Durante a década de 1990, surgiu o interesse na reconstrução das estações ferroviárias de Viena, particularmente as estações Südbahnhof e Ostbahnhof termini, que eram perpendiculares entre si. Foi discutido o conceito de uma nova estação integrada que serviria as rotas norte-sul e leste-oeste, incluindo três corredores RTE, para substituir ambas as estações existentes. Por volta dessa época, a Theo Hotz Architects and Planners, com sede em Zurique, venceu um contrato para desenvolver uma estação para a área. Embora os planos produzidos pela Theo Hotz não correspondam exatamente com a estrutura construída posteriormente, os arquitetos ainda foram responsáveis por grande parte da estação atual, especialmente o projeto para o saguão principal e as plataformas.
A nova estação, conhecida como estação Central, foi projetada como uma estrutura única com plataformas perpendiculares, sendo capaz de receber mais trens por dia em muito menos espaço do que suas antecessoras. Tem ligações diretas ao centro de Viena através da rede do metrô, enquanto que a ÖBB afirma que as outras grandes estações da cidade devem ser alcançadas a partir da estação em até 30 minutos. O projeto da nova estação também apresenta amplas espaços de varejo no local, incluindo um shopping center de 20.000 metros quadrados abaixo do nível dos trilhos, acomodando cerca de 100 lojas e restaurantes, bem como um estacionamento subterrâneo no local com vagas para até 600 carros e 1.110 bicicletas.
Um grande benefício do projeto foi a liberação de um terreno no centro da cidade que havia sido ocupado pelos dois antigos terminais. Planos para a sua reutilização foram incorporados ao desenvolvimento da nova estação, se tornou um grande projeto urbanístico por si só, incluindo vários escritórios, lojas e instalações educacionais. Investimentos significativos foram atraídos de várias fontes. Especificamente, a nova sede do Erste Group Bank AG e a sede corporativa da ÖBB foram ambas construídas neste local, juntamente com o novo distrito residencial de Sonnwendviertel com 5.000 apartamentos, acomodando até 13.000 pessoas.
Em 15 de dezembro de 2006, a Câmara Municipal de Viena aprovou a construção da nova estação da cidade; na época, as autoridades municipais haviam avaliado o custo do projeto em cerca de 850 milhões de euros. Uma avaliação ambiental da infraestrutura ferroviária começou no ano seguinte; com o projeto supostamente incluindo cerca de 100 km de novos trilhos, bem como cerca de 300 cruzamentos e AMVs. O projeto da estação incluiu medidas para torná-la eficiente em termos de energia e ecologicamente correta; recursos como ventilação integrada controlada por CO2 e sistemas de energia geotérmica foram incorporados, enquanto que as janelas e as paredes são equipadas com isolamento acústico.

### Construção

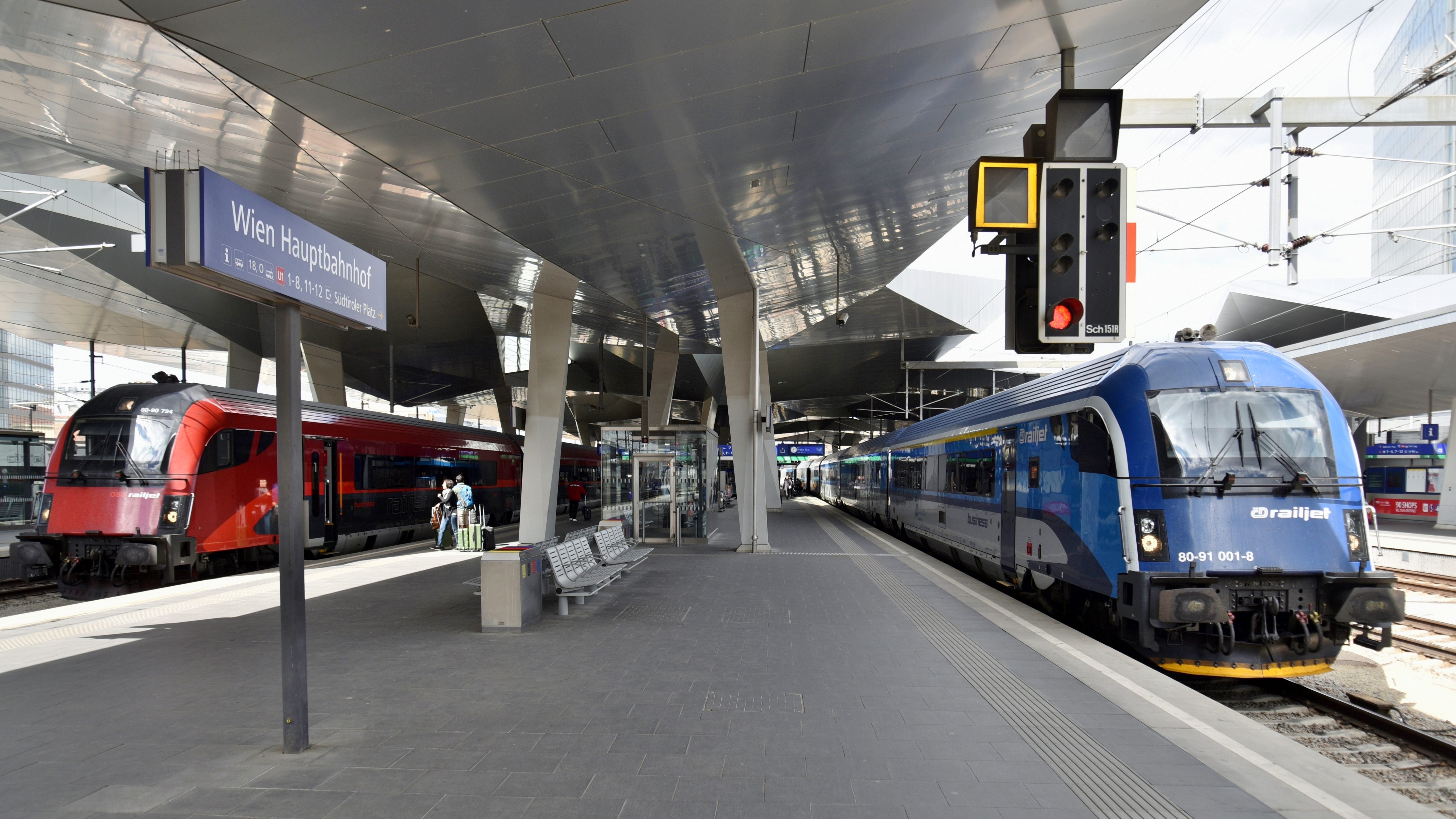
Trens Railjet na estação em 2019

Em junho de 2007, a construção começou oficialmente, com o início dos trabalhos preliminares, como a remodelação da estação da S-Bahn existente na Südtiroler Platz. Em 2008, as estações de S-Bahn e U-Bahn em Südtiroler Platz foram conectadas, enquanto que a Südbahnhof foi demolida, um processo que levou até 2010 para ser concluído. A maior parte dos serviços da Südbahnhof (plataformas 11 a 19) foram encerrados com a alteração do horário de 13 de dezembro de 2009; durante esse período de transição, a estação ferroviária de Wien Meidling assumiu temporariamente muitos dos serviços da Südbahnhof até que a nova estação pudesse entrar em operação.
Durante 2009, a ÖBB Infraestrutura assinou um contrato de  220 milhões de euros para a construção da estação a um consórcio liderado pela Strabag; na época, esperava-se que a primeira fase do projeto fosse sido concluída até 2013, enquanto que a finalização total do projeto estava prevista para ocorrer em 2015. A infraestrutura ferroviária para o projeto foi construída em grande parte por um empreendimento conjunto entre a Arge Östu-Stettin e a Hochtief Construction, enquanto que o telhado em forma de diamante da estação foi instalado pela Unger Steel. O custo total da construção da nova estação foi estimado em cerca de 987 milhões de euros;  custo financiado por meio da ÖBB, das autoridades municipais, da União Europeia e dos projetos imobiliários.
Em abril de 2010, a construção em pleno curso. Nesse ano, começaram as obras de construção da infraestrutura ferroviária da estação. Mais de 45.000 metros cúbicos de concreto foram usados na construção da base da estrutura, bem como na entrada do estacionamento subterrâneo. No final de 2010, as estruturas de suporte da ponte e as plataformas foram concluídas. Em 2011, foi iniciada a construção de prédios de escritórios no bairro de Belvedere. Durante o processo de construção, uma plataforma de observação de madeira, conhecida como Bahnorama, foi erguida a oeste do edifício da nova estação. De acordo com seus planejadores, a RAHM Architects, a plataforma de observação era a torre de madeira mais alta da Europa na época, com 66 metros de altura. A estrutura era composta por cerca de 150 toneladas de madeira serrada de abeto, reforçada com estruturas de aço, e montada em quatro módulos pré-fabricados que foram levantados por meio de guindastes.

### Abertura

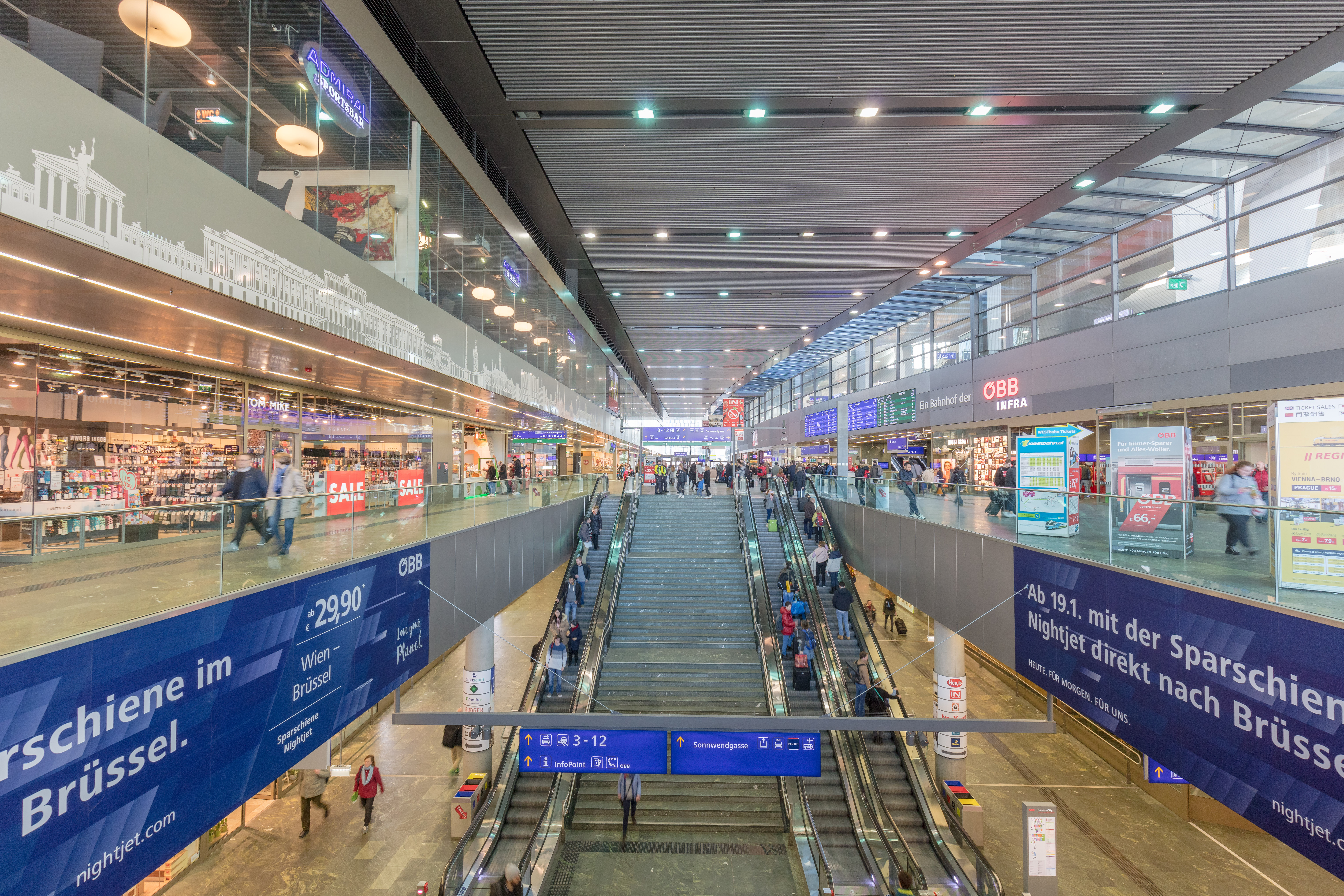
Vista do saguão principal

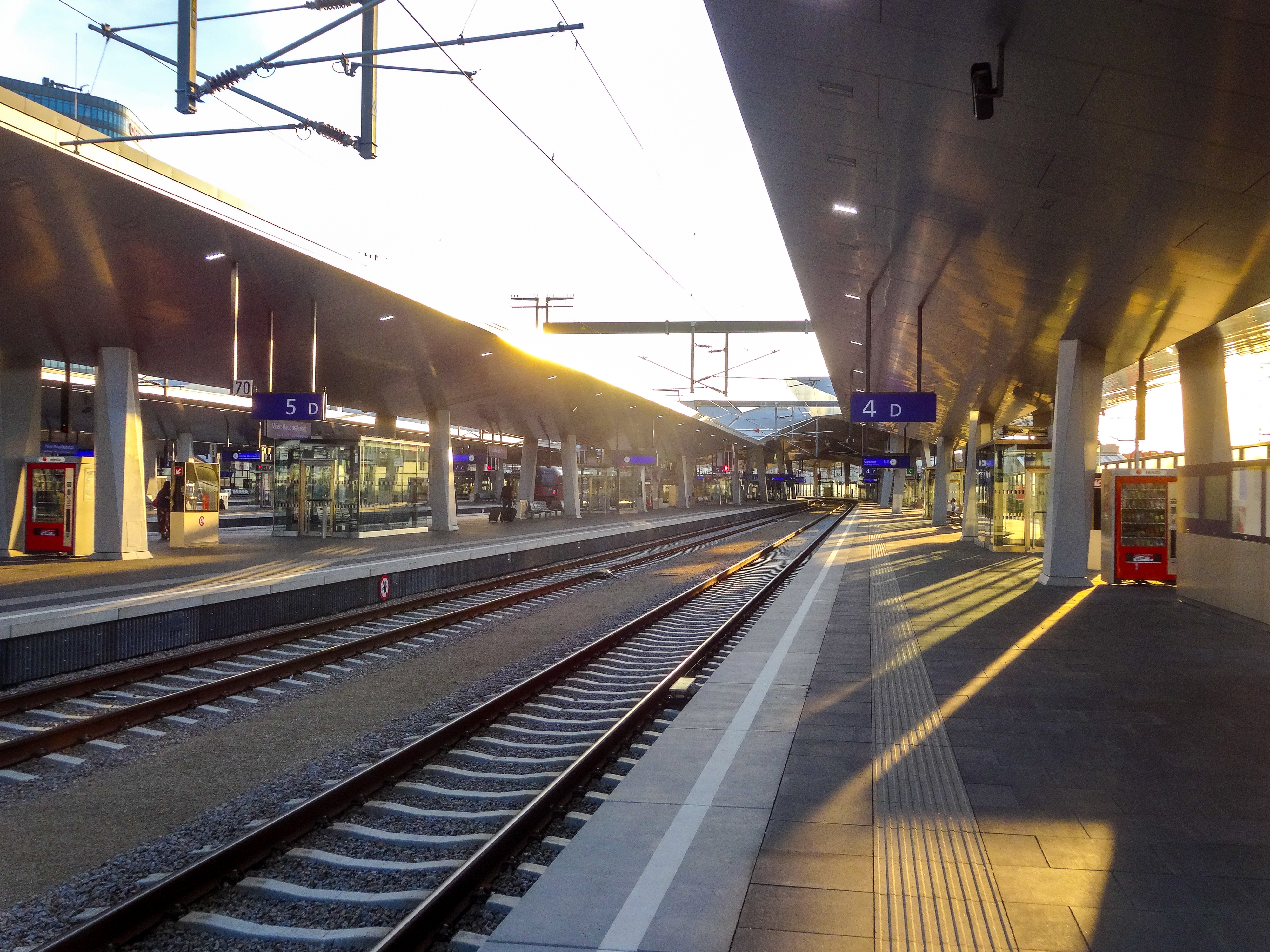
Vista das plataformas 4 e 5 ao pôr do sol, junho de 2016

Em 6 de agosto de 2012, os trens começaram a passar pela nova estação central sem parar. Em dezembro de 2012, a estação começou a operar parcialmente, coincidindo com um novo calendário de serviços posto em prática no dia 9 do mesmo mês e a introdução de outros acertos.
Na manhã de 10 de outubro de 2014, a estação Central de Viena foi oficialmente inaugurada em uma cerimônia realizada na estação, com a presença do presidente da Áustria, Heinz Fischer. A estação foi projetada para lidar com 145.000 passageiros e 1.000 trens por dia durante a operação comercial. Em termos de sua conexão de linha principal, a nova estação serve como um ponto de encontro importantíssimo em Viena para as quatro grandes linhas ferroviárias principais; também fornecendo acesso a outros serviços locais, incluindo o S-Bahn da cidade, os VLTs e várias linhas de ônibus.
A estação tem um total de cinco plataformas centrais, cada uma com 2 lados, com um total de 10 plataformas. Essas cinco plataformas são cobertas com um grande telhado, medindo cerca de 210 metros de comprimento e entre 6 e 15 metros de altura; os telhados foram construídos sobre uma estrutura de aço soldada e aparafusada, recoberta por painéis compósitos de Alucobond, e apoiados em intervalos de 38 metros por estruturas transversais de concreto maciço revestidos por chapas de aço. Para facilitar o movimento de pedestres na estação, um total de 29 escadas rolantes e 14 elevadores estão presentes para fornecer acesso livre de escadas a todas as áreas. Os passageiros tem várias comodidades disponíveis na estação, com 800 assentos espalhados por toda a estação, e Wi-Fi gratuito está disponível em certas áreas. Um espaço chamado 'Espaço das Crianças' ajuda as famílias com passageiros mais jovens. Uma escultura do Leão de São Marcos da antigo Südbahnhof também está presente, que simboliza a restauração da rota para Veneza, na Itália.
A nova estação oferece uma conectividade significativamente melhor, principalmente no tocante a serviços internacionais. Ao mover o acesso principal para Südtiroler Platz, a nova estação fica melhor conectada ao sistema do metrô de Viena e também é acessível pelo S-Bahn de Viena, por linhas de bonde e ônibus.

## Galeria

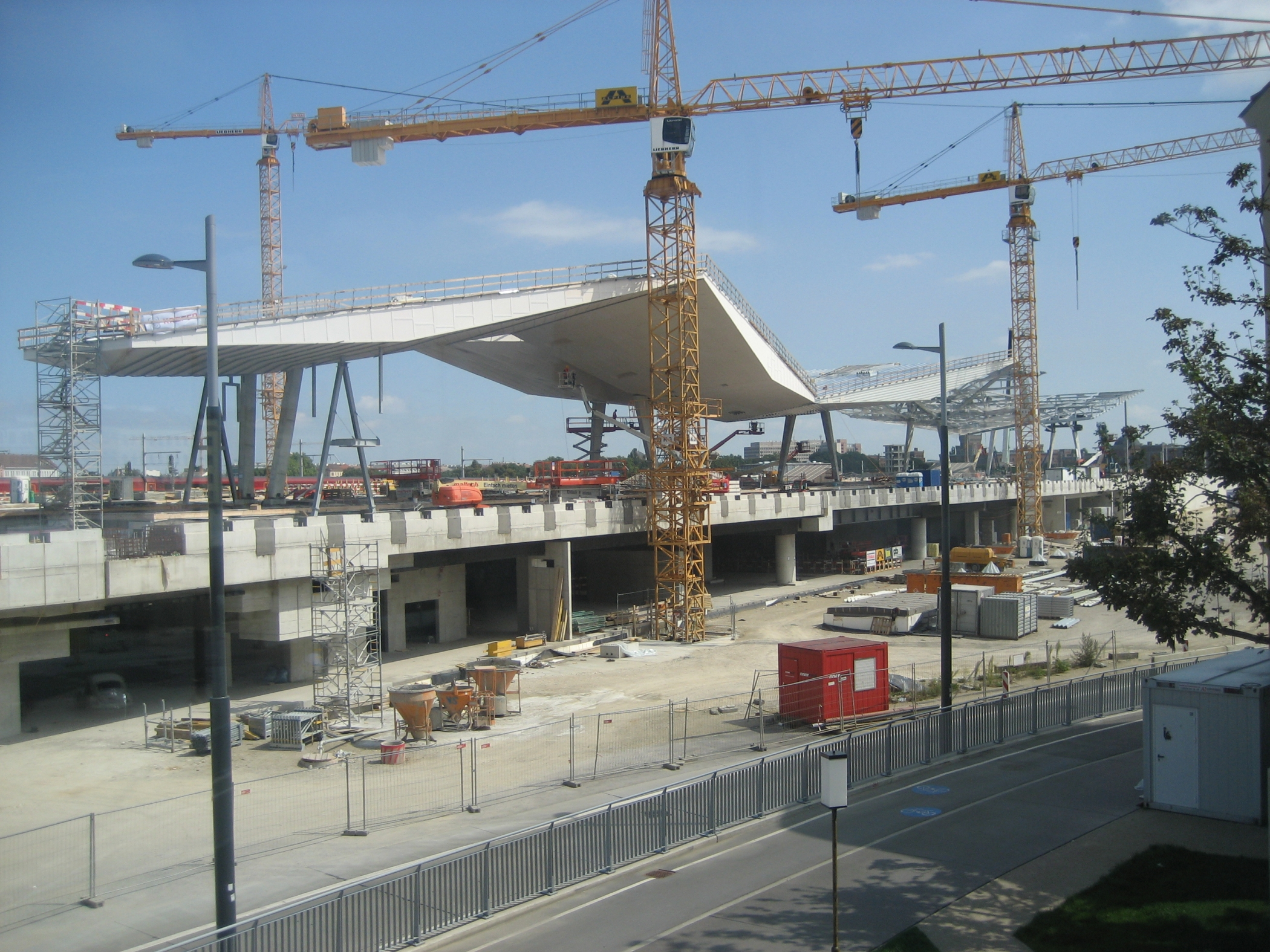
Em 2011
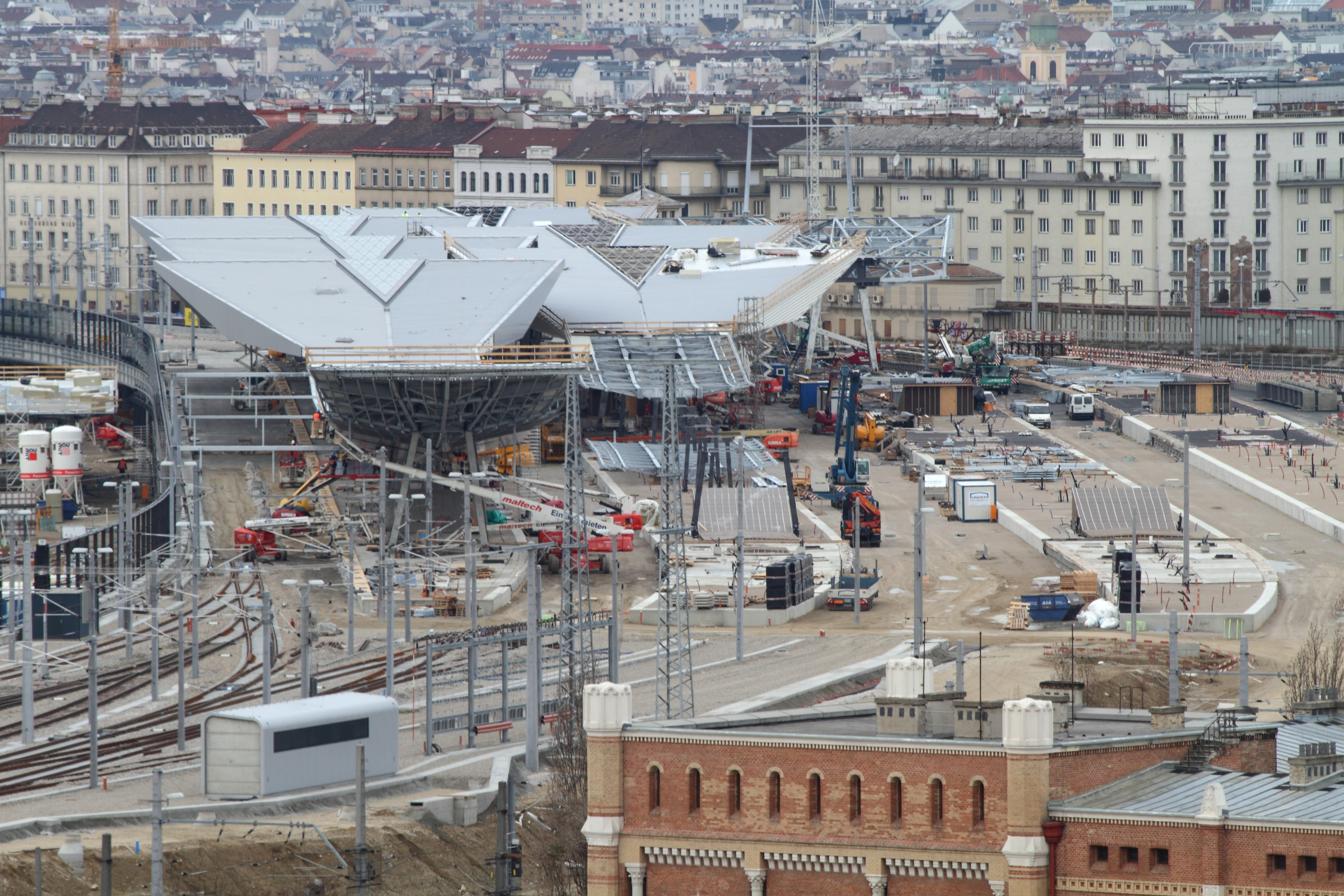
Em janeiro de 2012
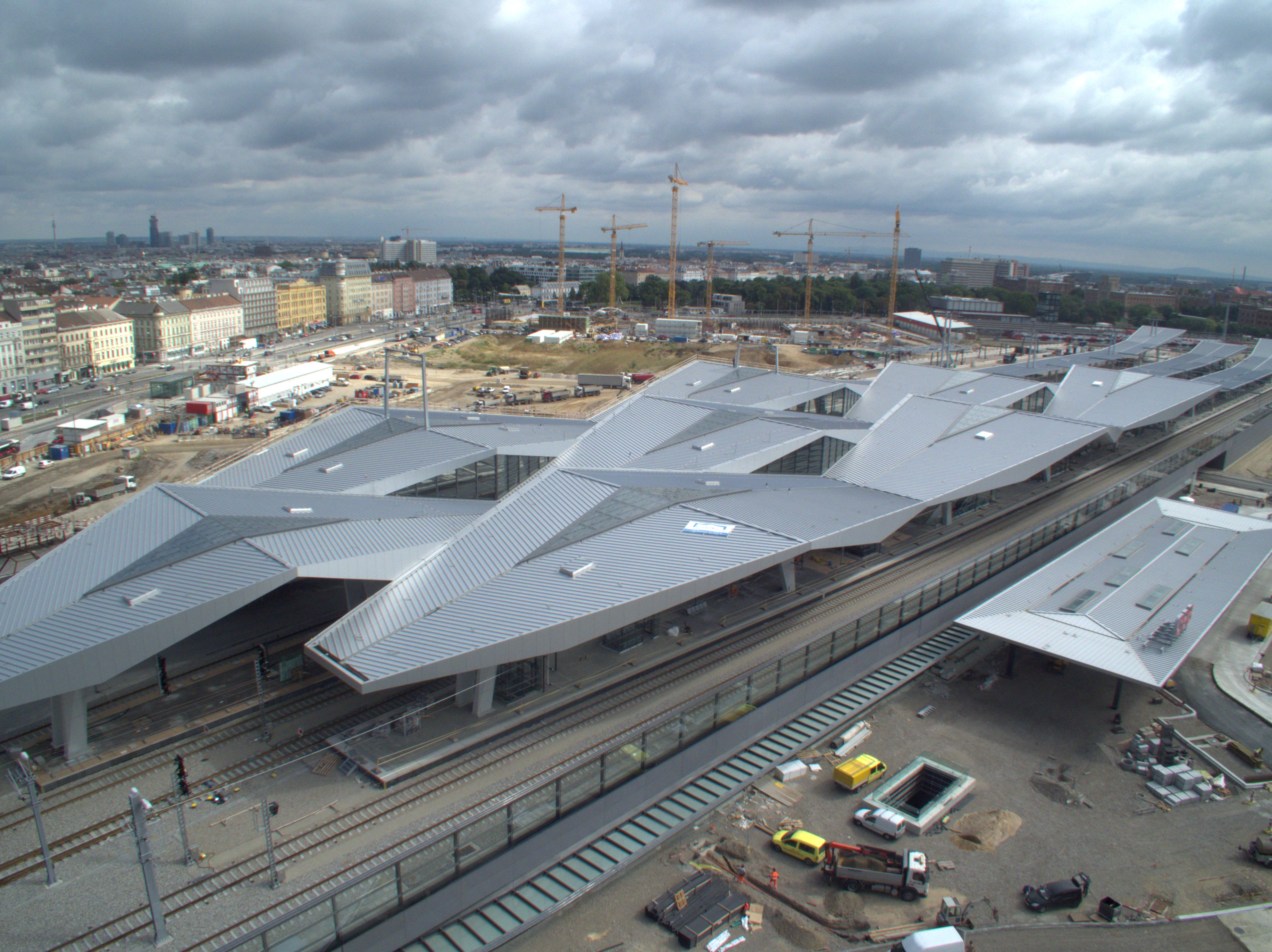
Em agosto de 2012
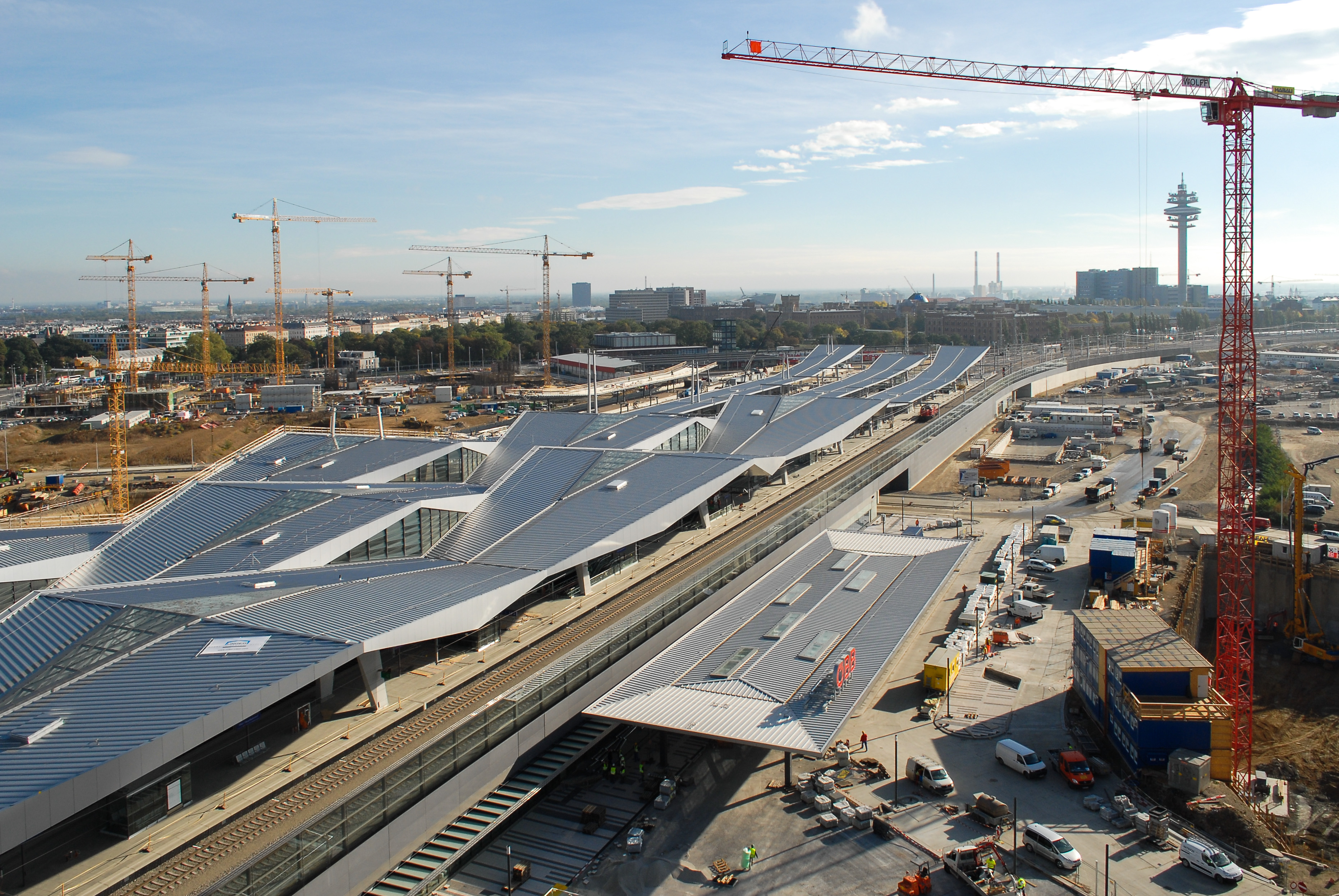
Em outubro de 2012